# Коттон, Степлтон
Степлтон Коттон, 1-й виконт Комбермер (с 8 февраля 1827) (англ. Stapleton Cotton, 1st Viscount Combermere; 14 ноября 1773 — 21 февраля 1865) — британский военный деятель, фельдмаршал (2 октября 1855), полковник 1-й лейб-гвардии. Рыцарь ордена Бани и королевского гвельфского ордена, командор ордена Звезды Индии.
Второй сын сэра Роберта Сэлисбери Коттона, 5-го баронета аббатства Комбермер (Шропшир). Родился 14 ноября 1773 года в Ллевени-Холл (Денбишир). Он служил под началом Артура Веллингтона, 1-го герцога Веллингтона и отличился войне на Пиренейском полуострове.